# Mäkler (Bauwesen)

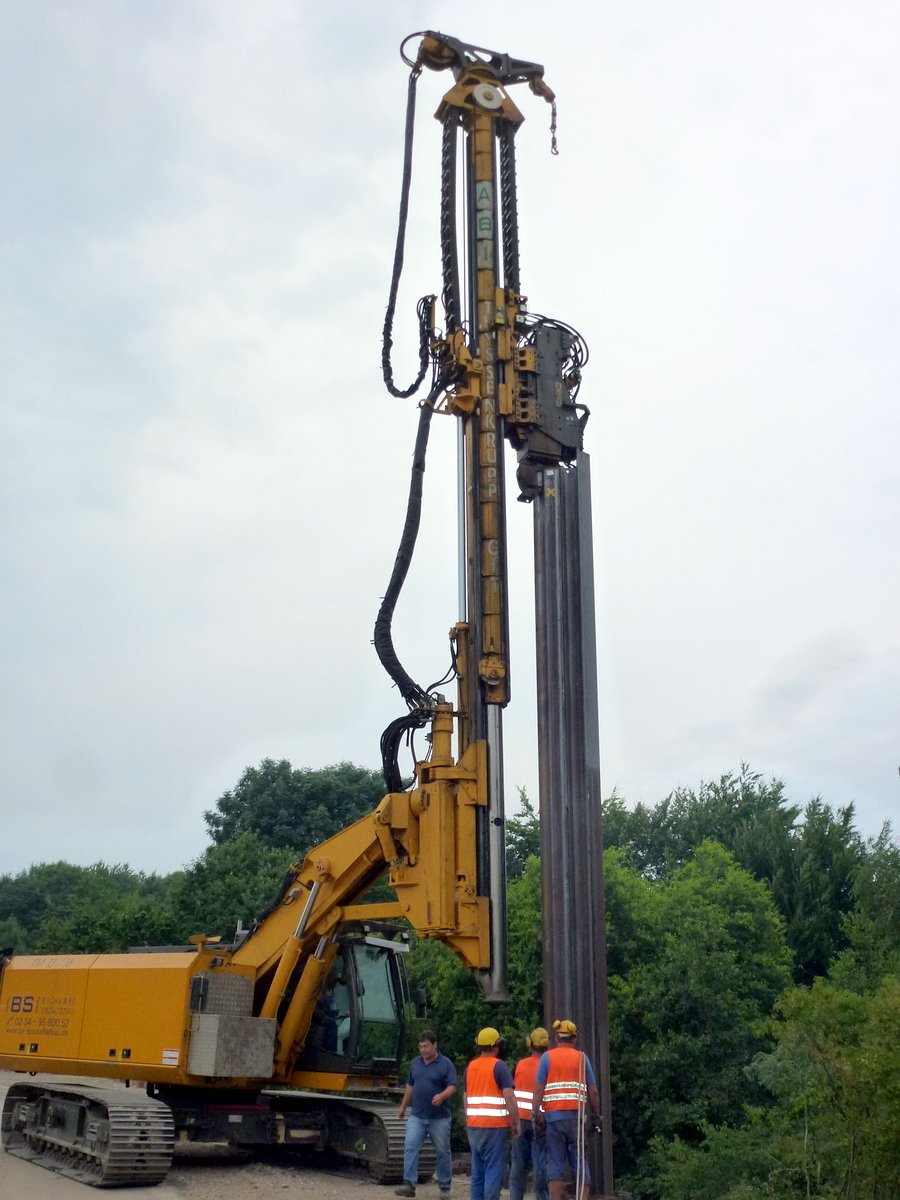
Rammgerät mit teleskopierbarem Anbaumäkler beim Einbringen eines Spundwandprofiles

Der Mäkler ist eine Führungseinrichtung an Baumaschinen, mit deren Hilfe im Spezialtiefbau Rammgüter (beispielsweise Rohre, Pfähle oder Spundbohlen) richtungsgenau eingebracht oder gezogen sowie Bohrungen vorgenommen werden.
Mäkler für Ramm- und Ziehgeräte werden in der BGL/EUROLISTE unter der Schlüsselnummer J.0.10 Rammmäkler und J.0.13 Aufsteckmäkler aufgeführt. Bei Bohrgeräten wird der Mäkler als Bohrmast bezeichnet und als fester Bestandteil des Drehbohrgerätes unter der Schlüsselnummer K.2.00 Drehbohrgerät geführt.

## Typen
Grundsätzlich sind folgende Mäklertypen zu unterscheiden:
Anbaumäkler
Am häufigsten kommt der Anbaumäkler zum Einsatz. Er besteht meist aus Gittermast- oder Kastenprofilen und ist an einem ausreichend schweren und leistungsfähigen Trägergerät (Hydraulikbagger oder Seilbagger jeweils mit Raupenunterwagen) befestigt. Diesen Mäklertyp gibt es entweder als Starrmäkler oder als Teleskopmäkler.
Aufsteckmäkler
Wenn der Einsatz eines Anbaumäklers nicht möglich ist (weil beispielsweise der Einbringungsort nicht direkt angefahren werden kann, das Rammgut besonders lang ist oder mit größerer Neigung eingebracht werden muss), kann ein Aufsteckmäkler verwendet werden. Dieser wird an einem Hebezeug (beispielsweise Kran oder Seilbagger) aufgehängt und sitzt oben auf dem Rammgut. Zu beachten ist, dass das Rammgut ausreichend verformungssteif sein muss, da es das Gewicht des Aufsteckmäklers mit Anbaugerät tragen muss. Da bei diesem Typ nur das Anbaugerät geführt ist und damit die Rammgutführung fehlt, kann es erforderlich sein, das Rammgut eigens zu führen (beispielsweise durch ein Lehrgerüst), bis es ausreichend weit in den Boden eingedrungen ist und nicht mehr in der Lage verrutschen kann.
Schwingmäkler
Der Schwingmäkler kommt eher selten zum Einsatz und eignet sich für besonders langes Rammgut. Ähnlich wie der Aufsteckmäkler ist der Schwingmäkler an einem Hebezeug (beispielsweise Kran oder Seilbagger) aufgehängt. Er übernimmt sowohl die Führung des Anbaugerätes als auch des Rammgutes und wird in der Regel der Schwerkraft folgend zur senkrechten Einbringung verwendet. Das schräge Einbringen von Rammgut ist auch möglich. Hierfür ist jedoch eine geeignete Rammgutführung erforderlich, bis das Rammgut ausreichend weit in den Boden eingedrungen ist und der Schwingmäkler die Führung übernimmt.